# キャロル・オブ・ザ・ベル

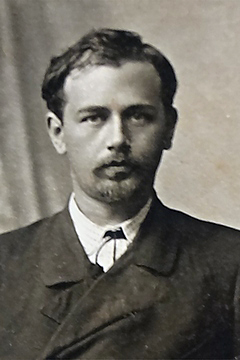
マイコラ・レオントーヴィッチュ

「キャロル・オブ・ザ・ベル」（原題：Carol of the Bells）はウクライナの民謡を元に、マイコラ・レオントーヴィッチュが1914年に編曲したシュチェドルィックに、1936年にウクライナ人作曲家ピーター・J・ウィルウフスキーが英語の歌詞を付けたもの。曲はパブリックドメインとなっているが、詩はウィルウフスキーの著作権が保護されている。作曲から100年以上経った今日において、最もよく歌われるクリスマス・ソングの一つとなった。

## 概要

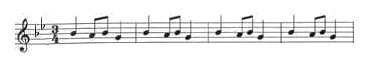
4分音符を基調とするオスティナートの譜面

キャロル・オブ・ザ・ベルは、4分音符を基調とするオスティナートによって構成されている（譜面を参照）。また今日までに多くのアーティストによってカバーされている。その形態もクラシック、メタル、ジャズ、カントリーミュージック、ロック、ポップミュージックなど様々である。そして、『ホーム・アローン』をはじめとする多くの映画やテレビ番組などで使用されてきた。